# Sanguínea
- Commons
- Wikcionário

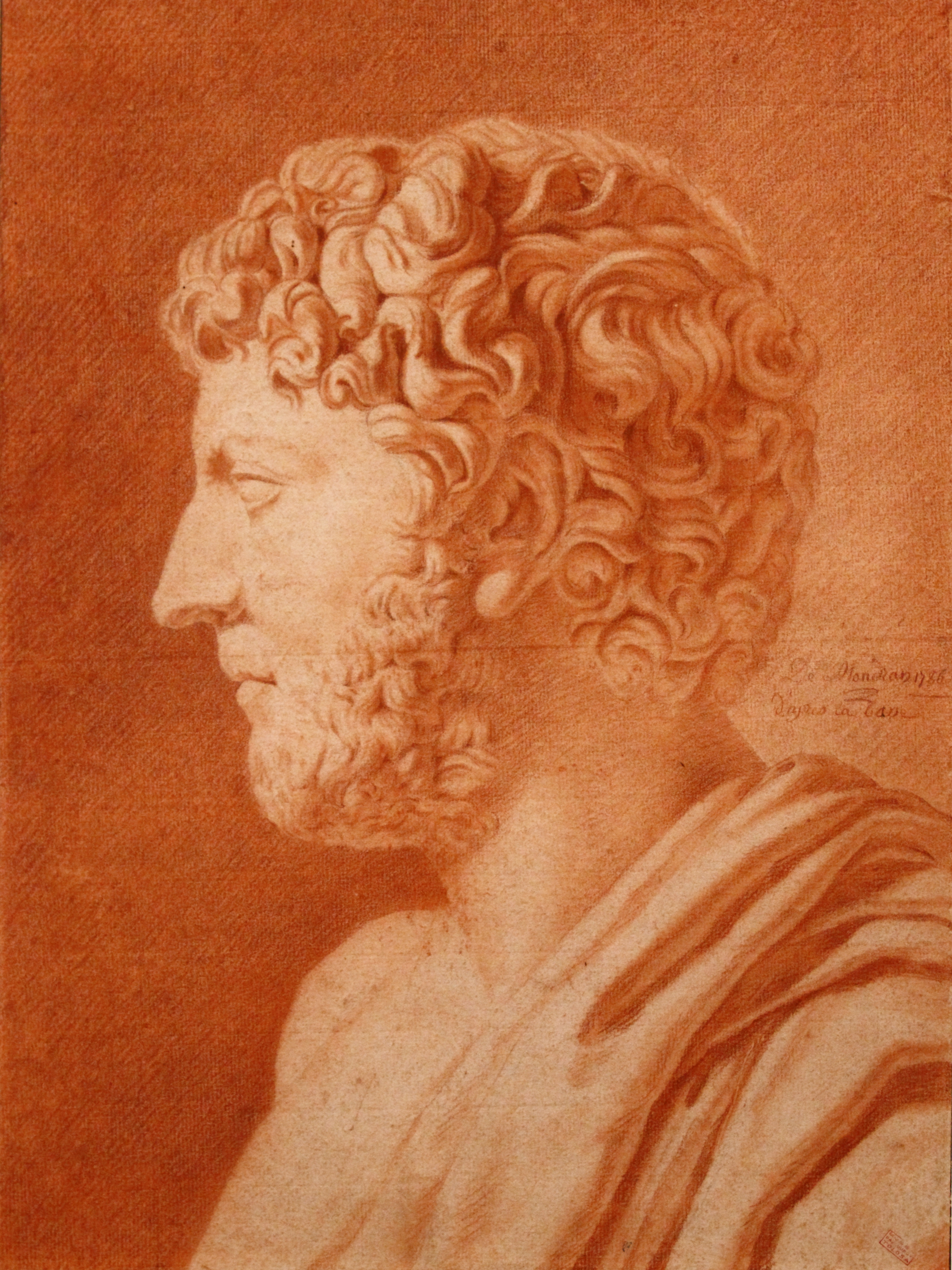
Estudo de um busto romano, executado com a sanguínea.

Sanguínea é uma espécie de "giz vermelho", mistura de caulino e hematita e tem um tom castanho-avermelhado escuro, semelhante à terracota e existe numa só dureza.

Usada por Leonardo da Vinci, Rafael e Rubens. Empregam efeito de "sfumato".

A sanguínea, tal como o carvão e o pastel seco, deve ser fixada, embora neste caso apenas com uma camada suave de fixador apropriado, porque normalmente escurece e perde a luminosidade inicial.